# Фридрих II (Ритберг)
Вижте пояснителната страница за други личности с името Фридрих II.
Фридрих II фон Ритберг (на немски: Friedrich II von Rietberg; † 25 декември 1322) е от 1302 до 1322 г. съ-управляващ граф на Графство Ритберг - Зенден (1302 – 1322).

## Биография
Той е син на граф Фридрих I фон Ритберг († 1282) и съпругата му Беатрикс фон Хорстмар († 1277). Брат е на граф Конрад II († 1313), на Ото († 1308), княжески епископ на Мюнстер (1301 – 1306), Симон († сл. 1336), каноник в Оснабрюк, Мюнстер, Падерборн, Беатрикс († 1312/25), омъжена ок. 1270 г. за граф Ото IV фон Текленбург († 1307) и на Аделхайд († 1330/35), абатеса на „Св. Егиди“ в Мюнстер.
На 20 януари 1302 г. двамата братя Фридрих II и Конрад II сключват наследствен договор и Фридрих II става съ-регент. Те разделят графството. Конрад II получава Ритберг, Фридрих II замъкът Зенден, а останала собственост разделят помежду си.
След смъртта на брат му Конрад II през 1313 г. Фридрих II управлява заедно с неговия племенник Ото I. Фридрих II умира на 25 декември 1322 г. Понеже има само дъщери, цялото графство получава Ото I.

## Фамилия
Фридрих II се жени пр. 21 февруари 1312 г. за (Линеке) Понцелина фон Дортмунд († сл. 23 април 1325), внучка на граф Конрад II фон Дортмунд († 1253), дъщеря на Херман фон Дортмун-Линденхорст († сл. 1321). Те имат две дъщери:
- Беатрикс, спомената ок. 1325
- Аделхайд, спомената ок. 1325